# Nemanja Matić
Nemanja Matić (født 1. august 1988) er en serbisk professionel fodboldspiller, der spiller i den franske klub Lyon og det serbiske landshold som defensiv midtbanespiller.